# Umpa Lumpa

Gli Umpa Lumpa nel film Willy Wonka e la fabbrica di cioccolato del 1971.

Gli Umpa Lumpa (Oompa-Loompa nell'originale inglese) sono una popolazione immaginaria inventata da Roald Dahl nel romanzo La fabbrica di cioccolato. Sono nani che lavorano nella fabbrica di Willy Wonka.

## Storia
Nella narrativa, gli Umpa Lumpa apparvero per la prima volta nel libro di Roald Dahl del 1964. Il libro originale li ritraeva come pigmei neri provenienti dalla parte più profonda e più oscura della giungla africana dove nessun uomo bianco era mai stato prima. Dopo la pubblicazione del libro negli Stati Uniti, delle accuse di razzismo costrinsero Dahl a modificare la fisionomia dei personaggi come nani con capelli marrone dorato e una pelle bianco-rosata.
Nell'adattamento del film del 1971, Willy Wonka e la fabbrica di cioccolato, essi furono interpretati, stavolta con pelle arancione e capelli verdi, da Rudy Borgstaller, George Claydon, Malcolm Dixon, Rusty Goffe, Ismed Hassan, Norman McGlen, Angelo Muscat, Pepe Poupee, Marcus Powell e Albert Wilkinson.
Nella versione di Tim Burton del 2005, La fabbrica di cioccolato, gli Umpa Lumpa sono piccoli, con corti capelli neri e pelle color bronzo; vengono stavolta tutti interpretati dall'attore Deep Roy, la cui statura viene diminuita a 75 cm. Per ogni Umpa Lumpa di ciascuna scena, vengono effettuate riprese separate dell'attore nelle diverse posizioni, poi unite grazie a tecniche digitali. Comunque, gli Umpa Lumpa presentano sempre la caratteristica di comunicare solo attraverso canzoni e mimica. Come si vede nel film, hanno una singolare armonia di movimenti: incrociano le braccia e chiudono le mani portandole al petto (anche se, nel film di Burton, alla fine si scopre che il narratore interno è un Umpa Lumpa, il che ne fa un'eccezione). Gli Umpa Lumpa non sono chiamati con un nome proprio, eccetto Skeebo, il quale figura quasi come il leader degli Umpa Lumpa, e Doris, la segretaria/contabile, oltretutto unica femmina della tribù che si vede nel film.
L'aspetto del primo adattamento è riproposto nel film prequel del 2023 Wonka. Mentre lavorava come chef su una nave, durante una sosta all'isola Lumpalandia, Willy prelevò quattro grossi semi di cacao dall'isola, ignaro che il cacao scarseggia sull'isola e gli autoctoni del luogo lo custodiscono gelosamente, ma il guardiano di quel giorno, un Umpa Lumpa soprannominato Ribasso (Shorty) ma che si autorinomina Spilungo (Lofty), si era appisolato e quando i suoi amici lo scoprirono lo mandano a riscuotere mille volte il maltolto e Spilungo da così la caccia a Wonka, rubandogli un barattolo di dolci ogni settimana senza essere scoperto, nelle ultime settimane viene beccato e spiega all'emergente cioccolataio la situazione, per poi andarsene, poi lo spingerà a non lasciarsi abbattere dalla sconfitta impartitogli dal Cartello del Cioccolato da cui poi lo salverà. A fine film, Willy ripaga il suo debito e offre a Spilungo un posto nel suo prossimo obiettivo: la creazione di una fabbrica, lasciando presumere che poi inviterà anche i suoi simili. Spilungo è interpretato da Hugh Grant e gli altri Umpa Lumpa visti fugacemente all'isola da Ben Howard e Muzz Khan, tutti e tre ritoccati (e moltiplicati) digitalmente.

## Canzoni
Nel libro, gli Umpa Lumpa mettono in scena spiritose ma moraleggianti canzoni improvvisate riguardanti i maliziosi bambini che hanno preso parte alla visita della fabbrica. Quattro canzoni sono utilizzate per far pensare loro alle conseguenze del loro comportamento: 
- la canzone di Augustus Gloop, riguardante un ragazzino ingordo che prova a bere dal fiume di cioccolata, ma vi cade dentro e viene risucchiato in un tubo che conduce alla stanza delle caramelle;
- la canzone di Violetta Beauregarde (Violet Beauregarde in inglese), riguardante un'incallita masticatrice di gomma da masticare che mangia una gomma sperimentale, il che fa di lei un'enorme bambina-mirtillo;
- la canzone di Veruca Salt, riguardante una mocciosa viziata che finisce nel tubo dei rifiuti;
- la canzone di Mike Tivù (Mike Teevee in inglese), riguardante un ragazzino che guarda troppa televisione, il quale viene perciò ridotto all'altezza di un pollice e costretto ad una macchina allungatrice per tornare alla normalità.

Le canzoni del film del 1971 sono completamente diverse da quelle del libro (ognuna inizia col ritornello "Oompa Loompa Doompa Dee Do"); invece, la versione cinematografica del 2005 utilizza i testi originali del libro, tanto che Roald Dahl figura nei titoli come l'autore delle canzoni. 
Questo vale però per le versioni in inglese del libro e del film: le canzoncine del libro tradotto in italiano e del film doppiato sono infatti differenti, inoltre non è in alcun modo verificabile sul web chi ha interpretato in italiano le canzoni cantate dagli Oompa Loompa.
In Wonka, così come l'aspetto, Spilungo usa anche la stessa base musicale della versione del 1971 in un paio di occasioni ed è anche il suo leitmotiv.